# Бессолова, Юлия Александровна
Ю́лия Алекса́ндровна Бессо́лова (родилась 23 августа 1992 года в Ижевске) — российская футболистка, полузащитница московского «Динамо». Мастер спорта России международного класса (2016). Выступала за сборную России.

## Карьера

### Клубная
Воспитанница ЖФК «Жемчужина» (Ижевск), первый тренер — Фарид Галеев. В сезоне 2008 года выступала за основной состав воронежской «Энергии», провела 12 матчей в высшей лиге. С 2011 по 2014 выступала в защите в команде ЦСП «Измайлово». Свой первый гол забила 26 апреля 2012 года в ворота «Мордовочки». Финалистка Кубка России 2013 года.
В 2015 году перешла в «Чертаново», став основным игроком команды. Становилась призёром чемпионата и финалисткой Кубка России. Сыграла за «Чертаново» более 150 матчей, после сезона 2023 покинула клуб и перешла в московское «Динамо».

### В сборной
В молодежной сборной дебютировала в товарищеской игре 24 февраля 2011 против сборной Китая. В составе студенческой сборной России принимала участие в Универсиаде 2015.
12 июля 2013 года дебютировала в национальной сборной России в матче финального турнира чемпионата Европы против француженок. Сыграла 2 матча за сборную в 2013 году и три игры — в 2015 году. После шестилетнего перерыва, в ноябре 2021 года снова вызвана в сборную и сыграла в матче против Дании.

## Достижение
- Серебряный призёр чемпионата России: 2010, 2018
- Бронзовый призёр чемпионата России: 2009, 2017
- Финалистка Кубка России: 2010, 2013, 2017
- Финалистка Летный Универсиады: 2015